# Opuntia assumptionis
Opuntia assumptionis är en kaktusväxtart som beskrevs av Karl Moritz Schumann. Opuntia assumptionis ingår i släktet fikonkaktusar, och familjen kaktusväxter. Inga underarter finns listade i Catalogue of Life.